# Medalla Delmira Agustini
La Medalla Delmira Agustini es una condecoración pública de Uruguay que distingue honoríficamente a aquellos ciudadanos —naturales o legales— y a personalidades extranjeras que contribuyan o hubieran contribuido de modo excepcional con la cultura y las artes que, a criterio del Ministerio de Educación y Cultura de Uruguay que entrega la medalla, merezcan tal reconocimiento. La medalla fue creada en el 4 de enero de 2013, y se denomina en honor a la escritora Delmira Agustini. 

## Régimen jurídico
La Medalla Delmira Agustini fue creada mediante Ley N° 19050 del 4 de enero de 2013, norma que dispuso que le compete al Ministerio de Educación y Cultura decidir quién será condecorado, facilitar la entrega de la condecoración y asimismo estableció que el Poder Ejecutivo a través del Ministerio de Educación y Cultura reglamentará todas las cuestiones de la medalla.
El Decreto N° 123/013 del 23 de abril de 2013 reglamentó la antedicha ley.

## Medalla
La medalla es de cobre, acuñada en su anverso y grabada en su reverso, con un baño de plata viejo. Es de forma circular con un diámetro de 40 milímetros y espesor de tres milímetros. Es entregada en un estuche.
En su anverso presenta en el centro un grabado en bajorrelieve de la figura de Delmira Agustini, rodeada por una decoración de tipo art nouveau. En su reverso figura el texto "En reconocimiento a la contribución a la cultura y las artes. Ministerio de Educación y Cultura. República Oriental del Uruguay".

## Otorgamiento
La medalla la entrega el Ministerio de Educación de Cultura a ciudadanos (naturales o legales) así como a personas extranjeras que hayan contribuido de modo excepcional con la cultura y las artes en cualquiera de sus vertientes, que a criterio del Ministerio merezcan el reconocimiento.
La entrega se hace en acto, público o privado, sin necesidad de cumplimiento de formalidad o protocolo alguno más que el destinatario cumpla con los requisitos para recibirla y quien la entrega esté facultado para ello. Posteriormente el Ministerio de Educación y Cultura inscribirá en la nómina, que gestiona la Dirección Nacional de Cultura, quiénes van recibiendo la medalla.

## Galardonados
Entre los premiados con esta medalla se encuentran el exvicepresidente y exministro de economía Danilo Astori, el economista y expresidente del Banco Interamericano de Desarrollo Enrique V. Iglesias, el bailarín y coreógrafo de ballet Julio Bocca y el antropólogo Daniel Vidart.